# Campeonato de Fórmula Regional Asiática
O Campeonato de Fórmula Regional Asiática foi uma categoria regional de corridas de monopostos de Fórmula Regional certificada pela Federação Internacional de Automobilismo (FIA), iniciada em 2018. Em 26 de janeiro de 2018, foi confirmado que o promotor pan-asiático Top Speed organizaria o campeonato. Apesar de usar carros de Fórmula Regional desde a sua criação, a categoria foi chamada de Campeonato Asiático de F3 por quatro anos, até que foi renomeada em dezembro de 2021, quando a FIA encerrou a F3 como uma categoria.
A temporada inaugural do campeonato, que foi organizada em 2018, contou com quinze corridas realizadas durante cinco rodadas de finais de semana de três corridas em circuitos pela Ásia. O campeão do campeonato de pilotos recebe pontos para a Superlicença da FIA, além de apresentar o AM (amador) na classificação das equipes.

## Carro
O campeonato usou carros projetados e construídos pela Tatuus. Os carros eram construídos em fibra de carbono e apresentavam um chassi monocoque que tinham vários recursos de segurança avançados, incluindo o dispositivo halo e proteção aprimorada contra impactos laterais, e usavam uma caixa de câmbio de seis marchas. O carro era impulsionado por um motor turbo de 270cv, fabricado pela Autotecnica.

## Campeões

### Pilotos
| Temporada | Piloto        | Equipe                | Poles | Vitórias | Pódios | Voltas rápidas | Pontos | Conquistado      | Margem |
| --------- | ------------- | --------------------- | ----- | -------- | ------ | -------------- | ------ | ---------------- | ------ |
| 2018      | Raoul Hyman   | Dragon Hitech GP      | 0     | 1        | 11     | 2              | 227    | Corrida 15 de 15 | 2      |
| 2019      | Ukyo Sasahara | Hitech Grand Prix     | 7     | 8        | 13     | 7              | 301    | Corrida 14 de 15 | 25     |
| 2019–20   | Joey Alders   | BlackArts Racing Team | 0     | 5        | 11     | 3              | 266    | Corrida 14 de 15 | 37     |

### Equipes
| Temporada | Equipe                | Poles | Vitórias | Pódios | Voltas rápidas | Pontos | Conquistado      | Margem |
| --------- | --------------------- | ----- | -------- | ------ | -------------- | ------ | ---------------- | ------ |
| 2018      | Hitech Grand Prix     | 6     | 11       | 20     | 18             | 484    | Corrida 12 de 15 | 215    |
| 2019      | Dragon Hitech GP      | 8     | 13       | 28     | 12             | 376    | Corrida 13 de 15 | 197    |
| 2019–20   | BlackArts Racing Team | 0     | 6        | 14     | 4              | 386    | Corrida 15 de 15 | 29     |

### Copa Masters
| Temporada | Piloto       | Equipe                | Poles | Vitórias (Masters) | Pódios | Voltas rápidas | Pontos (Masters) | Conquistado      | Margem |
| --------- | ------------ | --------------------- | ----- | ------------------ | ------ | -------------- | ---------------- | ---------------- | ------ |
| 2018      | Yin Hai Tao  | Zen-Motorsport        | 0     | 0 (6)              | 0      | 0              | 15 (276)         | Corrida 13 de 15 | 83     |
| 2019      | Paul Wong    | 852 Challengers       | 0     | 0 (7)              | 0      | 0              | 3 (313)          | Corrida 15 de 15 | 152    |
| 2019–20   | Thomas Luedi | BlackArts Racing Team | 0     | 0 (8)              | 0      | 0              | 3 (254)          | Corrida 15 de 15 | 23     |

## Campeões da categoria de inverno

### Pilotos
| Temporada | Piloto       | Equipe           | Poles | Vitórias | Pódios | Voltas rápidas | Pontos | Conquistado    | Margem |
| --------- | ------------ | ---------------- | ----- | -------- | ------ | -------------- | ------ | -------------- | ------ |
| 2019      | Rinus VeeKay | Dragon Hitech GP | 2     | 4        | 8      | 4              | 184    | Corrida 9 de 9 | 29     |

### Equipes
| Temporada | Equipe           | Poles | Vitórias | Pódios | Voltas rápidas | Pontos | Conquistado    | Margem |
| --------- | ---------------- | ----- | -------- | ------ | -------------- | ------ | -------------- | ------ |
| 2019      | Dragon Hitech GP | 4     | 4        | 14     | 4              | 316    | Corrida 9 de 9 | 94     |

### Copa Masters
| Temporada | Piloto            | Equipe            | Poles | Vitórias (Masters) | Pódios | Voltas rápidas | Pontos (Masters) | Conquistado    | Margem |
| --------- | ----------------- | ----------------- | ----- | ------------------ | ------ | -------------- | ---------------- | -------------- | ------ |
| 2019      | Tairoku Yamaguchi | B-Max Racing Team | 0     | 0 (5)              | 0      | 0              | 7 (143)          | Corrida 6 de 9 | 27     |